# Phare de Dämman
Le phare de Dämman (en suédois : Dämmans fyr) est un ancien phare situé sur un îlot artificiel dans le détroit de Kalmar, appartenant à la commune de  Mönsterås, dans le Comté de Kalmar (Suède).

## Histoire
Le phare a été construit en 1873 et il a été modifié en 1904 avec une nouvelle tour. La lanterne et la lentille ont été transférées de l'ancienne lumière de l'île de Gotska Sandön. Il a été désactivé en 1968 à la mise en service du nouveau phare de Dämman  qui est un phare à caisson.
En 1999, le phare abandonné a été rénové en centre de conférence et en hôtel. La propriété a été mise en vente en 2011 et en 2014 elle a été vendue à une entreprise appelée AB Recess qui le gère en hôtel-restaurant, accessible seulement en bateau. Il est localisé sur une île minuscule dans le centre du détroit de Kalmar à environ 12 km  au nord de Borgholm sur l'île d'öland.

## Description
Le phare  est une tour carrée de 18 mètres de haut, avec une galerie et une lanterne, surmontant une grande maison en maçonnerie de deux étages. Le phare est peint en rouge et le dôme de la lanterne est vert.
Identifiant : ARLHS : SWE-113 .

### Lien connexe
- Liste des phares de Suède